# David Casteu
David Casteu (9 de abril de 1974 en Niza, Francia) es un piloto de motos francés que compitió en equipos como KTM, Sherco y Yamaha. Desde 2016 está a cargo del equipo Rally Sherco Racing Factory TVS Racing que disputa el Rally Dakar entre otros.
Destacó en la especialidad de enduro y de raid, habiendo participado en varios Rally Dakar y obteniendo 3 victorias de etapa (1 en 2006, 1 en 2010 y otra en 2013), así como el subcampeonato en 2007 como mejor resultado final.

## Biografía
Comenzó a competir en motociclismo a los 14 años y se coronó campeón francés a los 18. Compitió en enduro y en algunos rally raid, como en el Rally Dakar o en el Campeonato Mundial de Rally de dicha especialidad.
Debutó en un Rally Dakar en el año 2003 en donde acabó en el 94.º puesto. En 2005 fue el primer amateur en la general y acabó en 13.º puesto en el Rally Dakar. KTM decidió darle una oportunidad en el Rally Dakar de 2006 donde ganó una etapa y acabó 8.º en la general en su primer año con la marca austriaca, haciendo labores de mochilero.
En 2007, realizó un espléndido Rally Dakar, dónde su regularidad (no ganó ninguna etapa), le llevó hasta el 2.º puesto en la clasificación general, solo por detrás de su compatriota Cyril Despres. En 2008 ganó el Rally de Europa Central, que ocupara el lugar del Rally Dakar no disputado ese año por problemas de amenazas terroristas en la zona. También ganó el Rally de los Faraones.
En 2009, tras la vuelta del Rally Dakar esta vez en Sudamérica, acabó 4.º en la general, rozando el pódium. Sin embargo en 2010, dio un paso atrás dejando su ambición y fichando por la marca francesa Sherco, que debutaba en un Rally Dakar, ganó la primera etapa del Rally Dakar antes de abandonar.
Tras una muy discreta actuación en el Rally Dakar de 2011, en 2012 fichó por Yamaha, aunque en esa edición del Rally Dakar, acabó en un muy retrasado 41.er puesto; en 2013 volvió fuerte y ganó la 5.ª etapa, y en la 8.º se puso líder de la general. Pero la mala suerte se apoderó de David, y en la 9.º etapa camino de Córdoba, sufrió una caída al chocar con una vaca, y se vio obligado a abandonar tras luxarse el hombro, cuando encabezaba la general con casi 15 minutos de ventaja sobre su compatriota Cyril Despres. Durante el resto de la temporada acaba segundo en el Desafío Inca y tercero en el Desafío Ruta 40, por lo cual se proclama vencedor del Dakar Series.
En 2014, vuelve a la escuadra austriaca KTM, en sustitución del fallecido Kurt Caselli, siendo junto con Jordi Viladoms uno de los mochileros de Marc Coma para el Rally Dakar de 2014. En carrera, tras unas buenas primeras etapas, sufrió de nuevo problemas en su hombro, aunque pudo acabar la carrera y en un meritorio 10.º lugar. Este año acabaría repitiendo título en el Dakar Series, tras quedar 2.º en el Desafío Ruta 40, y tercero en el Desafío Guaraní y Desafío Inca.
En el Dakar 2015 sigue con KTM, en el equipo Team Casteu Adventure, siendo también un año más uno de los hombres de confianza de Marc Coma, al que ayudó en la caótica octava etapa (Uyuni-Iquique) para ganar su quinto entorchado. En el aspecto individual, David no tuvo apenas problemas mecánicos, y realizó algunas buenas etapas, aunque en la general cerró con un discreto 7.º puesto, eso sí, mejorando el resultado anterior.

## Resultados

### Rally Dakar
| Año     | Categoría | Vehículo  | Posición | Etapas |
| ------- | --------- | --------- | -------- | ------ |
| 2003    | Motos     | Honda     | 94.º     | -      |
| 2004    | Motos     | Cagiva    | 32.º     | -      |
| 2005    | Motos     | KTM       | 13.º     | -      |
| 2006    | Motos     | KTM       | 8.º      | 1      |
| 2007    | Motos     | KTM       | 2.º      | -      |
| 2009    | Motos     | KTM       | 4.º      | -      |
| 2010    | Motos     | Sherco    | Ret.     | 1      |
| 2011    | Motos     | Sherco    | 69.º     | -      |
| 2012    | Motos     | Yamaha    | 41.º     | -      |
| 2013    | Motos     | Yamaha    | Ret.     | 1      |
| 2014    | Motos     | KTM       | 10.º     | -      |
| 2015    | Motos     | KTM       | 7.º      | -      |
| 2016    | Motos     | KTM       | 18.º     | -      |
| 2025    | Motos     | Husqvarna | 60.º     | -      |
| Fuente: |           |           |          |        |

### Campeonato Mundial de Rally Raid (FIM)
| Año     | Clase | Categoría | Vehículo  | Posición | Puntaje | Victorias |
| ------- | ----- | --------- | --------- | -------- | ------- | --------- |
| 2025    | Motos | Veteranos | Husqvarna | 8.º      | 14      | -         |
| Fuente: |       |           |           |          |         |           |